# یالانگ (بوتان)
یالانگ (به لاتین: Yalang) یک منطقهٔ مسکونی در بوتان (کشور) است که در استان تراشیانگتس واقع شده‌است.